# 安宅産業
安宅産業株式会社（あたかさんぎょう）は、かつて存在した日本の総合商社。1904年に創業され、戦後の十大総合商社（三菱商事・三井物産・住友商事・伊藤忠商事・丸紅（丸紅飯田）・日商岩井（日商）・トーメン・ニチメン・兼松江商（兼松）・安宅産業）の一角にも数えられていたが、第1次オイルショックによってカナダの製油所プロジェクトが失敗したことで巨額の損失を被り、1977年10月1日、伊藤忠商事に救済される形で吸収合併され消滅した。

## 概要
1904年7月1日に安宅弥吉によって安宅商会として創業され、戦前から戦後にかけて官営八幡製鐵所の指定問屋4社（三井物産、三菱商事、岩井商店、安宅産業）の1社となるなど、十大総合商社の一角として最大売上高2兆6千億円を誇る大企業であった。元々は「堅実」の社風を特色としていたが、同業他社との売上競争の中で原油取引など新規事業にリスクを無視して進出するようになり、最終的にはそれが破綻の原因となった。

## 歴史

### 創業
安宅弥吉は1895年高等商業学校（現・一橋大学）卒業後、いったん日本海陸保険（現・損害保険ジャパン）に入社したものの、すぐに日下部商店（個人商店）へ入店、香港支店（現地では日森（ヤッシャム）洋行という商号を使用していた）支店長として赴任した。当初は香港からの米の輸入と大連向けの木材・雑貨輸出程度だった支店の取扱商品を、砂糖、鉛、亜鉛、石炭、棉花、帆布、塗料など多数の品目に広げた。特に砂糖は、独自で有力華僑とジャワ島から砂糖の直接買い付けルートを開拓するなど、市場で名前を知られる存在となっていた。そして、単なる雇われ支店長から、日森洋行（香港支店）の共同経営者という立場になった。
しかし、1904年に日露戦争が勃発すると、当初戦局への悲観論から株価が暴落したため、日下部商店と関係の深かった松本重太郎が経営する百三十銀行や松本商店が倒産した。そのあおりを食って日下部商店も事実上破綻し、法的にはその香港支店にすぎなかった日森洋行も閉鎖を余儀なくされた。
そこで弥吉は自ら個人商店として安宅商会を創業し、本店を大阪市東区船越町に（その後すぐに同区高麗橋に移転）構えた。創業にあたっては、弥吉が自ら開拓した砂糖を除いて日下部商店／日森洋行の旧来の取扱品ならびに客先には手を付けず、すべて新規に開拓することを旨とした。その傍らで旧日下部商店の整理にも尽力し、整理が完了した後も破綻後まもなくして病没した日下部商店店主の遺族に援助を続けたという。
その一方で、旧日下部商店から引き取った社員や中途入社で入った社員が、経営が厳しい折に給与値上げの交渉をしてきたり、弥吉の目の届かない東京支店で勝手な取引をして損を出したことが発覚したりなどした。
そのため弥吉は「信頼できる部下は自分で育てなくてはならない」という思いを強くし、郷里から小学校の卒業生を紹介してもらい学費を出して上級の学校に進学させ、卒業後は安宅商会で働かせるという制度を始めた。
これは実際に美談であるものの、後に社内において非公式権力として隠然たる力を誇った「安宅ファミリー」の母体となり、その大多数は給費生制度によって入社した「安宅家恩顧」の社員で占められてていた。
弥吉の経営哲学を表した言葉として「蛙跳び経営」がある。蛙は1回跳ぶと、次に跳ぶ前にはいったん身を縮めて力をためる。それと同じように、一歩一歩着実に地歩を固めながら進む、というものであった。他の会社が痛手を受けたような時期、例えば鈴木商店が多額の損失を出した第一次世界大戦直後の不況の局面においても、弥吉は「深追いは何より禁物」として在庫ならびに買いポジションをすべて整理するように強力に指示していた。この時は社内の一部に「まだいける」として指示に従わなかった者があり、多少の損をかぶることもあったが、全体としては適切な時期に適切な整理を行うと共に、攻めるべき局面では攻めの経営を行うことで業績を伸ばしていった。

### 会社組織へ
1919年11月13日には株式会社へ改組した。
1942年5月、弥吉は陸軍とのいざこざが原因となって安宅商会社長を退任し、後任には次男の安宅重雄を指名した。長男の安宅英一ではなく、10歳年下である次男の重雄を社長としたのは、英一が自身もピアノを演奏するなど音楽に興味があったこともあって数多くの芸術家のパトロンとなり、月に当時の金額で1万円以上も（当時の大学卒の平均的な初任給は40円だった）浪費していたこと、さらには学生時代（神戸高等商業学校（現・神戸大学）卒）から靴ひもすら使用人に結ばせるような「殿様気質」を持っており、堅実を信条とする弥吉が「英一には守成の才はないのではないか」という危惧を抱いたためと言われている。また、英一自身も、「社長なんて面倒なことはかなわん」と重雄に社長業を譲ったとも言われている。
しかし、重雄は京都帝国大学文学部哲学科出身で、英一のような浪費癖はなく堅実ではあったものの、哲学専攻という学究肌の人物で、商売に精力を傾けるタイプではなかった。それも手伝って、社内は重雄をもり立てる方向ではまとまらず、重雄派と英一派の2つの派閥が生まれることになった。英一派の中心となったのが猪崎久太郎取締役であった。1927年から英一がロンドンに留学した際に猪崎が同地に駐在していた縁もあり、さらには英一を担ぐことによって一気に出世の階段を駆け上ることを狙う猪崎と、実務を担うのは面倒だが安宅産業の実権は握りたい英一の利害が一致したこともあり、猪崎の発言力は増す一方であった。
1943年1月1日には社名を安宅産業株式会社に変更。
第二次世界大戦の終結で、海外にも有していた61の支店・出張所と6つの直営生産会社は閉鎖となった。また、資本金の3倍に及ぶ戦時補償特別税も課せられたため、創業以来40年にわたって築き上げてきた資産のすべてを失うことになった。これによって、1946年には他の商社と同様に会社経理応急措置法による特別経理会社に指定され、企業再建整備法に基づく再建案の審査を受けることになった。だが、三菱本社や三井本社のように過度経済力集中排除法によって解体されることはなかった。
そうした折に、戦争責任問題もあり、英一を担ごうとする猪崎の工作もあって、弥吉の前で重雄社長と英一の兄弟が話し合いを持った。その結果、1945年10月に重雄は他の多くの取締役と共に退任し、後任として神田正吉が社長に就任する事になった。英一は猪崎を社長に据えるよう重雄に迫ったが、重雄は「神田を社長にしないのであれば僕は退任しない」としてこれを拒否。猪崎は副社長となり、ロンドン仕込みの英語を駆使して社長の神田を尻目にGHQとの交渉などで活躍して社内の実権を握っていった。この時の猪崎の部下に、後に安宅崩壊のきっかけを作る高木重雄がいた。
戦後処理の中で公職追放をおそれた安宅家は、合計で85%以上を保有していた株式をほとんどすべて手放した。しかし、GHQの占領体制が終焉を迎え、他の財閥指定を受けた一族が株を取り戻して支配力を回復したのに対して、安宅家は株の取り戻しに動かず、保有株式は全発行株数の2%にも満たない状況が続いていた。そのような状況の中で1955年に英一は会長に就任したが、彼は不思議な威圧感を持つ人物であり、社内ではワンマンとして絶対的権力をふるっていた猪崎も英一の前に出るとその言いなりになる状況であった。こうして、実際の社業の切り盛りは猪崎社長が行うが、人事権は創業家というだけで大株主でもない英一会長が保持するという二重権力体制が確立されていく。英一は「経営のことはわからんが、人間の判断はわしがする」と言い放ち、社員の採用試験でも最終的な判断を下したことはもちろん、重要人事も英一会長が反対すると流れてしまう状況が続いた。
この状態は英一が1965年8月に会長を退任後、「相談役社賓」という不思議な肩書きに退いた後も続き、会社の表向きの指揮命令系統とは別に、200人とも300人ともいるといわれた安宅家に忠誠を誓う「安宅ファミリー」と呼ばれる安宅家にゆかりのある社員の一団が隠然たる力を持つことになった。英一は長男の安宅昭弥を取締役として安宅産業に入社させ、ゆくゆくは社長にしたいと考えていた。その番頭として安宅ファミリーの頂点に立つ柴田芳雄を専務に据え、管理財務本部長と人事総務本部長を兼任させ社内の実権を一手に集めるなど、安宅ファミリーの影響力は公然たるものがあった。

### 破綻へ
1966年に住友商事との合併話が持ち上がった。戦後にスタートした同社は当時まだ規模が小さく、メインバンクが安宅と同じ住友銀行（現・三井住友銀行）であったこともあり、堀田庄三住銀頭取が働きかけたものである。猪崎社長も乗り気で話を進め、合併比率1:1、社名は「住友安宅商事」、社長は住友の津田久、会長は猪崎久太郎と合併覚書調印寸前まで漕ぎつけたが、最終的に「安宅ファミリー」の反対でわずか1ヶ月半で流産となった。それまで英一の支持をバックに社内では絶対的なワンマンとして君臨していた猪崎社長は、この件がきっかけとなって同年末に会長に祭り上げられた。
猪崎の後を継いだ越田左多男社長は、専務時代にはLPG計画を慎重に検討した結果、リスクが大きいと判断。即座にやめさせるなど慎重な経営スタンスを貫き、社長に就いてからは外部から新しい血を入れることによって淀んだ経営体質にカツを入れようと関係銀行に若手の派遣を要請した。しかし、これは「安宅ファミリー」にとって面白くなかったらしく、任期半ばで更迭され、1969年には市川政夫が社長に就任した。
市川が社長に就任してからも英一を中心とした「安宅ファミリー」の力は強く、人事もままならない状態は続いた。さらに、引き続き会長にとどまった猪崎と市川は折り合いが悪く、「安宅ファミリー」＝英一、会長の猪崎のどちらも後ろ盾に持っていなかった市川は、一方でしがらみなく安宅産業を近代的株式会社として脱皮させるべく努力を続けることができたが、その努力も度々重要人事に関する英一の介入で進まない状況となり、他方では引き続き社長の座に座り続けるためには売上競争に身をやつさざるを得ない状況に置かれていた。当時、総合商社の規模は利益よりも売上高で測られており、売上ベースで総合商社下位グループから抜け出させることが、市川の社長としての地位を安泰にするために課せられた至上命令であった。
このような状況の中で、売上向上のために社運を賭けたカナダにおける石油精製プロジェクトが1973年のオイルショックを機に1975年に破綻し、1000億円以上にのぼる貸付金・売上債権が焦げ付く事となった。その結果、住銀の主導の下での解体・再編を経て、安宅産業は1977年10月に伊藤忠商事に吸収合併され、70年以上にわたる歴史に幕を閉じた。
戦後、商社は試行錯誤しながら企業規模に相応しい近代的な経営体制へと組織を改めて行った。例えば伊藤忠商事では小菅宇一郎社長が大本営参謀だった瀬島龍三をスカウトし、総合商社に相応しい組織づくりを瀬島は自己の使命とした。一方で、安宅産業は従来は堅実経営で世評を勝ち得ていたが、安宅家3代目の昭弥が専務に就任した頃から社風が急激に変わり、損を出してでも売上を取りに行くような無理な取引、創業家による個人的コレクションへの社費の支出、各事業部門が独自に進めたゴルフ場開発をはじめとする本部統制・リスク管理体制の欠如など、およそ近代的経営とは無縁な大福帳的ファミリー経営が罷り通っていたことが経営破綻で明らかとなった。安宅産業の経営破綻によって、日本の総合商社は三菱商事、三井物産、伊藤忠商事、丸紅、住友商事、日商岩井、トーメン、日綿實業、兼松江商の9大商社に再編されていくことになる。
1990年、安宅産業の元役職員によってアタカコーポレーション（本社：東京都）が設立され、英一の孫に当たる安宅一弥が2014年に同社社長に就任している。
経営破綻によって、所謂安宅コレクションの内、速水御舟の作品106点は、住銀の樋口廣太郎常務が、山種美術館の運営母体である山種証券（現・SMBC日興証券）の山崎富治社長に購入を依願し、1976年に美術館を運営する山種美術財団に有償一括譲渡された。また、残りの965件、約1000点の東洋陶磁コレクションは、住銀の主導の下に住友グループ21社が、総額152億円を大阪市文化振興基金に寄付。市はその寄付金で約1000点のコレクションを買い取り、寄付金の積立に伴う運用利息で、コレクションを収蔵・展示する大阪市立東洋陶磁美術館を中之島公園に建設した。

## 歴代社長
| 代 | 氏名       | 期間                    | 備考         |
| -- | ---------- | ----------------------- | ------------ |
| 1  | 安宅弥吉   | 創業 - 1942年5月        |              |
| 2  | 安宅重雄   | 1942年5月 - 1945年10月  |              |
| 3  | 神田正吉   | 1945年10月 - 1957年11月 |              |
| 4  | 猪崎久太郎 | 1957年11月 - 1966年11月 |              |
| 5  | 越田左多男 | 1966年11月 - 1969年11月 |              |
| 6  | 市川政夫   | 1969年11月 - 1976年7月  |              |
| 7  | 小松康     | 1976年7月 - 1977年10月  | 住友銀行出身 |

## 関係会社
国内163社、国外61社の合計224社の関係会社を抱えていた。

### 主な関係会社
- 豊鋼材工業 - 1977年、伊藤忠商事による安宅産業の吸収合併を機に、伊藤忠商事系列となる。2001年、伊藤忠丸紅鉄鋼の発足に伴い、関連会社となる。
- 仁田産業
- 大安製鋼 - 1987年8月、清本鐵工の製鋼部門と統合。九州製鋼に商号変更。
- 仁科電線 - 1976年6月、和議申請。
- 安宅建設工業 - 安宅産業の経営破綻によって、1977年12月、日立造船が経営参加。同社の水処理部門を継承。翌年、社名をアタカ工業に変更。2006年10月、同系列大機エンジニアリングと合併しアタカ大機となる。2014年4月、親会社の日立造船に吸収合併。
- 安宅マシンツール
- 三精輸送機 - 2014年1月、三精テクノロジーズに商号変更。
- 東京原子工業 - 1976年10月、倒産。
- アタカ衣料、- 伊藤萬（現・日鉄物産）に営業権を譲渡。
- 日本衣料 - 自主廃業。
- アタカフーズ
- 柴田産業 - 1977年9月、全日空商事が全株取得。現：ANAフーズ。
- 三宝合成
- 中村合板 - 1977年4月、会社更生法の適用を申請。子会社に日本ハードボード工業（現・ニチハ）。
- 福井化学工業 - 1976年7月、安宅産業が全株（全体の69.13%）をレンゴーに売却。
- 国永紙業 - 2008年、日本製紙の完全子会社となる。
- 安宅興産
- 昭和リース - 協和銀行（現・りそな銀行）などと共に設立。2016年12月1日、新生銀行の完全子会社となる。
- 協和自動車 - 自主廃業。
- ロイヤル・モータース - グループ企業の一つ。西武流通グループの西武自動車販売よりフィアットとフェラーリの輸入代理権を引き継ぐが、フェラーリは販売せず。
- 大洋フェリー - 1986年3月、名門カーフェリーと合併。名門大洋フェリーとなる。
- 品川燃料  - 1998年4月、シナネンに商号変更。2015年10月、持株会社体制に移行。
- トーヨド建設 - 1984年12月、積水ハウスが資本参加。1989年6月、積水ハウス木造に商号変更。 1995年8月、積水ハウスに吸収合併。
- 出典[12]。

## 伊藤忠商事との合併前に分離して発足した会社
- 安宅設計 - 1964年、建設事業本部の技術部の技術部門をグループ会社化し、安宅エンヂニヤリング(株)を設立。1977年、安宅産業(株)消滅に伴い、安宅エンヂニヤリング(株)は、新たに設計事務所として再発足。1994年、本社を東京都新宿区西新宿に移転し(株)安宅設計に社名変更。
- 安宅繊維 - 1976年12月、繊維の国内販売部門を分離して、資本金10億円で発足。後に伊藤萬繊維販売に商号変更。1978年、伊藤萬に吸収合併。
- 安宅建材 - 1976年12月、建材の国内販売部門を分離して、資本金4億円で発足。2006年4月、住友林業と合併。
- 安宅地所 - 1977年5月、住宅（マンション開発・分譲）部門を分離し安宅地所として発足。1984年9月、総合地所に商号変更。2017年4月、長谷工不動産ホールディングスの子会社となる。
- 安宅木材 - 1977年5月、発足。
- 安宅農水産 - 1977年5月、発足。伊藤萬と提携を結ぶ。1980年、伊藤萬の完全子会社となる。
- 出典[13][14]。

### 注
1. ↑  現：大阪市中央区今橋4-5。銀泉淀屋橋ビルが立地する。